# Selångers distrikt
Selångers distrikt är ett distrikt i Sundsvalls kommun och Västernorrlands län. Distriktet ligger omkring  Selånger i östra Medelpad och omfattar bland annat de västra delarna av tätorten Sundsvall (stadsdelsområdena Bergsåker och Granloholm samt delar av Granlo och Nacksta). 

## Tidigare administrativ tillhörighet
Distriktet inrättades 2016 och utgörs av en del av området som Sundsvalls stad omfattade till 1971, delen som före 1965 utgjorde Selångers socken.
Området motsvarar den omfattning Selångers församling hade 1999/2000.

## Tätorter och småorter
I Selångers distrikt finns två tätorter och tre småorter.

### Tätorter
- Selånger
- Sundsvall (del av)

### Småorter
- Knävland och Påläng
- Oxsta
- Töva